# トヨタコンポン研究所
株式会社トヨタコンポン研究所（トヨタコンポンけんきゅうじょ、TOYOTA KONPON RESEARCH INSTITUTE, INC.,）は、トヨタグループのシンクタンクである。

## 概要
1996年の豊田喜一郎の誕生日にあたる6月11日に、創業地トヨタ産業技術記念館内においてトヨタグループ12社共同出資により、コンポン研究所として設立されたシンクタンクである。初代代表取締役には豊田英二と豊田章一郎の2名が就任し、両名の死後、2023年に内山田竹志が代表取締役に就いた。
将来社会予測に関する調査・研究を主な事業としている。「もの事の本質をつねに根本から考える」こと、「人類の発展や地球環境の保全という視点から、目の 前の単眼的な目的や収益のためだけではなく、科学技術をもっと大きく根本的に見直」すことを目的として掲げている。本社所在地は愛知県名古屋市西区則武新町四丁目1番35号のトヨタ産業技術記念館内。
2023年7月3日、社名をトヨタコンポン研究所に変更したと発表した。

## 事業内容
コンポン研究所は、事業内容として以下の4つを掲げている。
1. 将来社会予測に関する研究、調査ならびに技術情報の提供。
2. 人文社会科学、自然科学と、それに基づく総合技術の 研究、試験、調査。
3. 科学技術の開発、利用およびその効果と影響に関する 研究、試験、調査。
4. 諸国、諸行政機関、諸団体、あるいは諸研究機関と、それぞれ相互に受委託または共同して行う研究、試験、調査ならびに研究者および技術者の養成と訓練。

### 豊田工業大学との共同研究
コンポン研究所東東京研究所では、豊田工業大学クラスター研究室との共同で原子分子クラスターの研究を行っている。

## 主要株主
- トヨタ自動車
- 豊田自動織機
- アイシン
- デンソー
- 豊田中央研究所
- 愛知製鋼
- ジェイテクト
- トヨタ車体
- 豊田通商
- トヨタ紡織
- トヨタ自動車東日本
- 豊田合成